# 顾祝荣
顾祝荣（1908年—1970年12月），字大荣，江苏涟水人，陆军少将，顾祝同胞弟。
顾祝荣早年毕业于涟水县立中学，后在国民革命军中组训民众。1928年至1933年间就读于上海持志学院政治系，获法学学士学位，期间加入中国国民党。后曾任赣粤闽湘鄂“剿匪”北路军司令部少校秘书、第八十七师国民党特别党部组织科中校主任。1936年在中央陆军军官学校党政队受训，结业后又历任西安行营第二厅中校组员，第三战区挺进第二纵队政治部上校副主任、少将主任，江苏省第一区行政督察专员兼保安司令。赴台后，任教于私立中兴中学、台北县三峡中学，1958年起历任宜兰县立三星中学校长、台湾省立宜兰高级商业职业学校校长。